# SISTAT
SISTAT é um software aplicativo (programa de computador) do tipo Educacional/científico, acrónimo de Sistema Estatístico. Tem a função de fornecer subsídios ao analista para coletar, organizar, resumir, analisar e apresentar dados.
Entre suas funcionalidades estão as de processar todos os tipos e subtipos de variáveis, empregando técnicas e métodos da Estatística.

## Histórico
Em 2008, Angelo Siqueira e José Carlos Saraiva em suas atividades acadêmicas, notaram a carência de softwares estatísticos de qualidade, gratuitos e em lingua portuguesa. Com isso iniciaram esse projeto, agregando novos recursos a cada versão.

## Outros programas de Estatística
- IGEst
- Projeto R
- SAS
- Statistica
- Minitab
- e-Views
- Shazam
- Matlab
- Sphinx Software